# Ім Су Хян

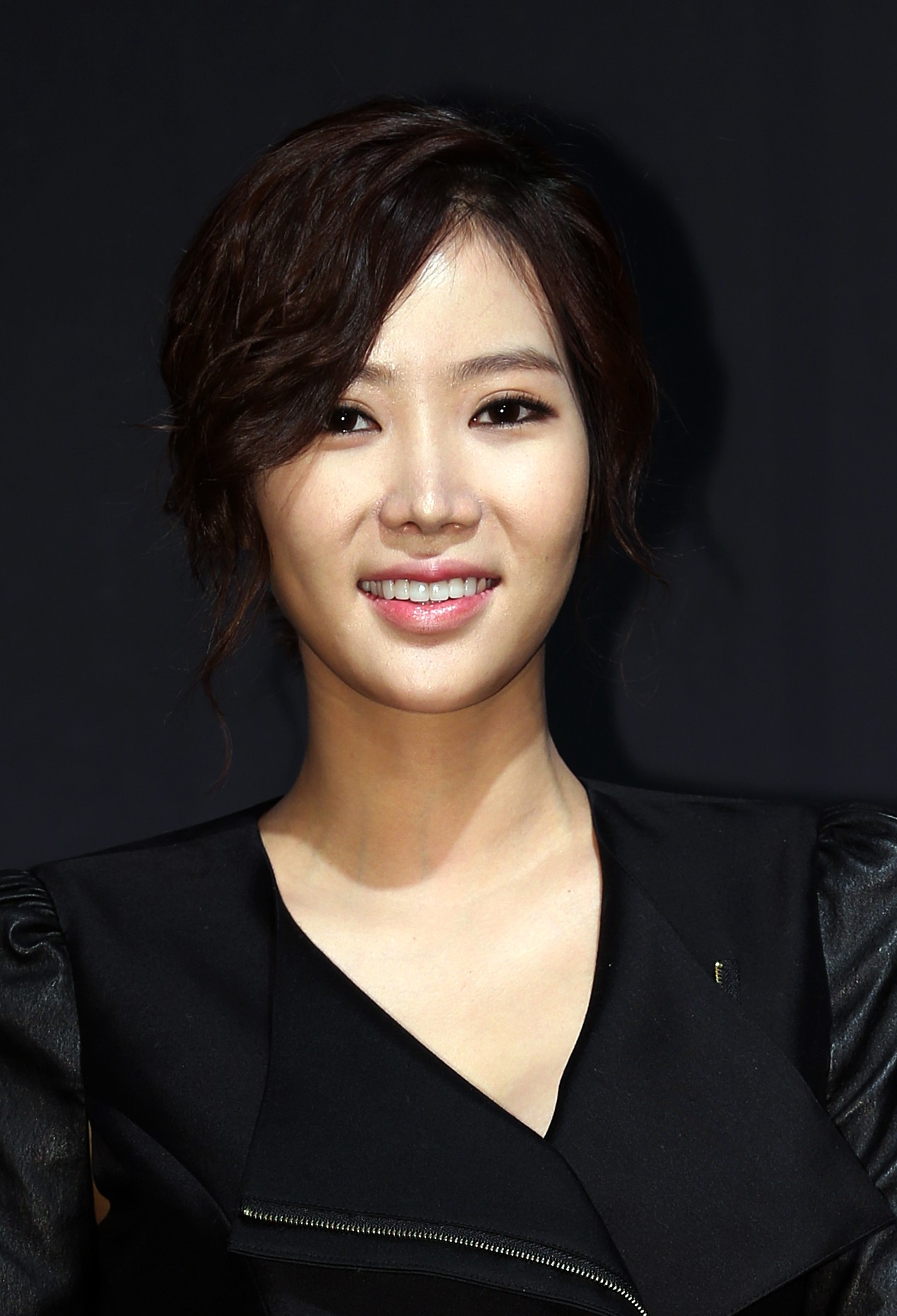
Ім Су Хян на прес-конференції серіалу «Айріс ІІ» (2013 рік)

Ім Су Хян (кор. 임수향) — південнокорейська акторка.

## Біографія
Ім Су Хян народилася 19 квітня 1990 року в місті Пусан на півдні Республіки Корея.
Акторську кар'єру розпочала у 2009 році з епізодичної ролі в кіно, але вже у 2011 році отримала першу головну роль у серіалі «Нові казки о кісен». Серіал мав високі рейтинги в Кореї та приніс Су Хян перші нагороди. У 2014 році вона зіграла одну з головних ролей у серіалі «Натхненне покоління», дія якого розгорталася у 1930-х. Підвищили популярність акторки ролі у серіалі вихідного дня «П'ять достатньо», та щоденному серіалі «Розквіт кохання». У 2018 році вона отримала головну роль у серіалі «Краса Каннама», рейтинг якого став одним з найбільших в історії кабельного телебачення Кореї. Далі були головні ролі в драмі з елементами містики «Витончена сім'я», та в романтичній мелодрамі «Коли я була найгарнішою».

## Фільмографія

### Телевізійні серіали
| Рік  | Назва                      | Роль                       | Мережа          |
| ---- | -------------------------- | -------------------------- | --------------- |
| 2011 | «Нові казки о кісен»       | Дан Са Ран                 | SBS             |
| 2011 | «Райське ранчо»            | Лі Да Ин                   | SBS             |
| 2012 | «Гуру саламандра і тіні»   | Ім Су Мін (камео, 8 серія) | SBS             |
| 2012 | «Я роблю, я роблю»         | Йом На рі / Чан На Рі      | MBC             |
| 2013 | «Айріс II: Нове покоління» | Кім Йон Хва                | KBS2            |
| 2014 | «Натхненне покоління»      | Тегучі Гайя                | KBS2            |
| 2015 | «Золоті деньки Йонгджі»    | О Йон Чжа                  | TV Chosun / tvN |
| 2016 | «П'ять достатньо»          | Чан Чін Чжу                | KBS2            |
| 2016 | «Віє бриз»                 | Пак Шин Є / Кан Мі Чон     | MBC             |
| 2017 | «Розквіт кохання»          | Му Гун Хва                 | KBS1            |
| 2017 | «Злочинні уми»             | Сон Ю Кьон                 | tvN             |
| 2018 | «Краса Каннама»            | Кан Мі Ре                  | JTBC            |
| 2018 | «Топ-зірка Ю Пек»          | камео (3 серія)            | tvN             |
| 2019 | «Витончена сім'я»          | Мо Сок Хі                  | MBN             |
| 2020 | «Коли я була найгарнішою»  | О Є Джі                    | MBC             |
| 2022 | «Незаймана У Рі»           | О У Рі                     | SBS             |
| 2022 | «Лікар-адвокат»            | Гим Сок Йон                | MBC             |
| 2023 | «Ккокту: Сезон богів»      | Хан Гю Чоль                | MBC             |

### Фільми
| Рік  | Назва                              | Роль                             |
| ---- | ---------------------------------- | -------------------------------- |
| 2009 | «Таємниця четвертого періода»      | одна з фанаток (епізодична роль) |
| 2013 | «Айріс 2»                          | Кім Йонхва                       |
| 2014 | «Любов до моря» (китайський фільм) |                                  |
| 2016 | «Инха»                             | Инха                             |

## Нагороди
| Рік  | Нагорода                                   | Категорія                                                                                | Робота                    | Результат | Прим. |
| ---- | ------------------------------------------ | ---------------------------------------------------------------------------------------- | ------------------------- | --------- | ----- |
| 2011 | 4-та Премія Корейської драми               | Краща нова акторка                                                                       | «Нові казки о кісен»      | Перемога  | [ 3 ] |
| 2011 | 19-та Премія SBS драма                     | Нова зірка                                                                               | «Нові казки о кісен»      | Перемога  | [ 4 ] |
| 2012 | 48-а Премія Пексан                         | Краща нова акторка телебачення                                                           | «Нові казки о кісен»      | Номінація |       |
| 2012 | 31-ша Премія MBC драма                     | Нагорода за високу майстерність (акторка мінісеріалу)                                    | «Я роблю, я роблю»        | Номінація |       |
| 2014 | 28-ма Премія KBS драма                     | Нагорода за високу майстерність (акторка середньотривалої драми)                         | «Натхненне покоління»     | Номінація |       |
| 2016 | 35-та Премія MBC драма                     | Золота гра (акторка серіалу)                                                             | «Віє бриз»                | Номінація |       |
| 2016 | 30-та Премія KBS драма                     | Нагорода за високу майстерність (акторка серіалу)                                        | «П'ять достатньо»         | Номінація |       |
| 2017 | 31-ша Премія KBS драма                     | Нагорода за високу майстерність (акторка щоденного серіалу)                              | «Розквіт кохання»         | Перемога  | [ 5 ] |
| 2018 | 26-та Премія Корейської культури та розваг | Нагорода за високу майстерність (акторка серіалу)                                        | «Краса Каннама»           | Перемога  | [ 6 ] |
| 2020 | 39-та Премія MBC драма                     | Нагорода за високу майстерність (акторка серіалу що транслювався щосереди та щочетверга) | «Коли я була найгарнішою» | Перемога  | [ 7 ] |